# 엘런 리플리
엘런 루이즈 리플리(영어: Ellen Louise Ripley)는 영화 에이리언 시리즈의 등장인물이며 주인공이다. 시거니 위버가 연기하였다. 57년 동안 냉동 인간 상태로 우주에서 표류하다 겨우 구조되었다.